# Шубі
Шубі (нім. Schuby), також Сковбю (дан. Skovby) — громада в Німеччині, розташована в землі Шлезвіг-Гольштейн. Входить до складу району Шлезвіг-Фленсбург. Складова частина об'єднання громад Аренсгарде.
Площа — 23,94 км2. Населення становить 2679 ос. (станом на 31 грудня 2020).
Назва походить від данського слова «Skovby», що означає «село в лісі». Шубі розташоване на автобані A7, з якого має свій власний з'їзд.